# 2011-es Formula–1 maláj nagydíj
A maláj nagydíj volt a 2011-es Formula–1 világbajnokság második futama, amelyet 2011. április 8. és április 10. között rendeztek meg a malajziai Sepang International Circuiten, Kuala Lumpurban.

## Szabadedzések

### Első szabadedzés
A maláj nagydíj első szabadedzését április 8-án, pénteken délelőtt tartották.
| Helyezés | Versenyző          | Csapat/Motor         | Elért idő | Különbség | Futott kör |
| -------- | ------------------ | -------------------- | --------- | --------- | ---------- |
| 1        | Mark Webber        | Red Bull-Renault     | 1:37,651  | −         | 22         |
| 2        | Lewis Hamilton     | McLaren-Mercedes     | 1:39,316  | + 1,665   | 16         |
| 3        | Michael Schumacher | Mercedes             | 1:39,791  | + 2,140   | 29         |
| 4        | Nico Hülkenberg    | Force India-Mercedes | 1:40,377  | + 2,726   | 23         |
| 5        | Pastor Maldonado   | Williams-Cosworth    | 1:40,443  | + 2,792   | 31         |
| 6        | Felipe Massa       | Ferrari              | 1:40,453  | + 2,802   | 22         |
| 7        | Nick Heidfeld      | Renault              | 1:40,525  | + 2,874   | 6          |
| 8        | Rubens Barrichello | Williams-Cosworth    | 1:40,581  | + 2,930   | 21         |
| 9        | Fernando Alonso    | Ferrari              | 1:40,601  | + 2,950   | 23         |
| 10       | Nico Rosberg       | Mercedes             | 1:40,646  | + 2,995   | 29         |
| 11       | Adrian Sutil       | Force India-Mercedes | 1:40,734  | + 3,083   | 21         |
| 12       | Daniel Ricciardo   | Toro Rosso-Ferrari   | 1:40,748  | + 3,097   | 23         |
| 13       | Jaime Alguersuari  | Toro Rosso-Ferrari   | 1:40,770  | + 3,119   | 24         |
| 14       | Kobajasi Kamui     | Sauber-Ferrari       | 1:40,872  | + 3,221   | 27         |
| 15       | Jenson Button      | McLaren-Mercedes     | 1:40,927  | + 3,276   | 16         |
| 16       | Jarno Trulli       | Lotus-Renault        | 1:41.620  | +3,969    | 21         |
| 17       | Sebastian Vettel   | Red Bull-Renault     | 1:41,627  | +3,976    | 18         |
| 18       | Sergio Pérez       | Sauber-Ferrari       | 1:41,642  | + 3,991   | 24         |
| 19       | Timo Glock         | Virgin-Cosworth      | 1:42,154  | + 4,503   | 18         |
| 20       | Jérôme d’Ambrosio  | Virgin-Cosworth      | 1:42,540  | + 4,889   | 20         |
| 21       | Davide Valsecchi   | Lotus-Renault        | 1:44,054  | + 6,403   | 18         |
| 22       | Vitantonio Liuzzi  | HRT-Cosworth         | 1:45,228  | + 7,577   | 20         |
| 23       | Narain Karthikeyan | HRT-Cosworth         | 1:46.267  | + 8,616   | 10         |
| 24       | Vitalij Petrov     | Renault              | 1:47,932  | + 10,281  | 4          |

### Második szabadedzés

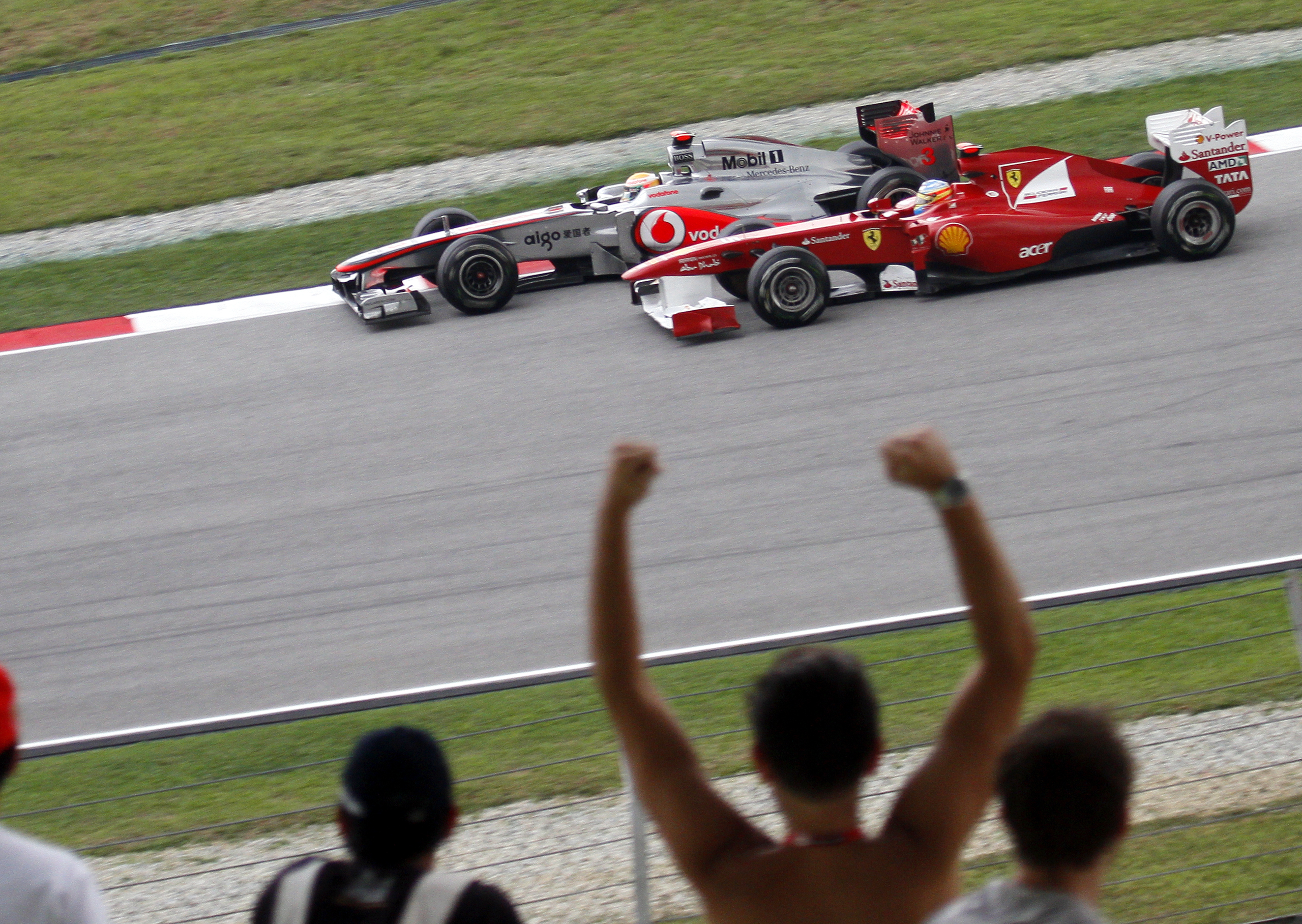
Hamilton és Alonso egyik csatája a versenyen

A maláj nagydíj második szabadedzését április 8-án, pénteken délután futották.
| Helyezés | Versenyző          | Csapat/Motor         | Elért idő | Különbség | Futott kör |
| -------- | ------------------ | -------------------- | --------- | --------- | ---------- |
| 1        | Mark Webber        | Red Bull-Renault     | 1:36,876  | −         | 24         |
| 2        | Jenson Button      | McLaren-Mercedes     | 1:36,881  | + 0,005   | 30         |
| 3        | Lewis Hamilton     | McLaren-Mercedes     | 1:37,010  | + 0,134   | 23         |
| 4        | Sebastian Vettel   | Red Bull-Renault     | 1:37,090  | +0,214    | 30         |
| 5        | Michael Schumacher | Mercedes             | 1:38,088  | + 1,212   | 26         |
| 6        | Felipe Massa       | Ferrari              | 1:38,089  | + 1,213   | 31         |
| 7        | Nico Rosberg       | Mercedes             | 1:38,565  | + 1,689   | 25         |
| 8        | Nick Heidfeld      | Renault              | 1:38,570  | + 1,694   | 16         |
| 9        | Fernando Alonso    | Ferrari              | 1:38,583  | + 1,707   | 27         |
| 10       | Jaime Alguersuari  | Toro Rosso-Ferrari   | 1:38,846  | + 1,970   | 31         |
| 11       | Pastor Maldonado   | Williams-Cosworth    | 1:38,968  | + 2,092   | 25         |
| 12       | Rubens Barrichello | Williams-Cosworth    | 1:39,187  | + 2,311   | 30         |
| 13       | Vitalij Petrov     | Renault              | 1:39,267  | + 2,391   | 17         |
| 14       | Kobajasi Kamui     | Sauber-Ferrari       | 1:39,398  | + 2,522   | 29         |
| 15       | Sergio Pérez       | Sauber-Ferrari       | 1:39,603  | + 2,727   | 34         |
| 16       | Paul di Resta      | Force India-Mercedes | 1:39,625  | + 2,749   | 31         |
| 17       | Adrian Sutil       | Force India-Mercedes | 1:39,809  | + 2,933   | 28         |
| 18       | Sébastien Buemi    | Toro Rosso-Ferrari   | 1:40,115  | + 3,239   | 31         |
| 19       | Timo Glock         | Virgin-Cosworth      | 1:40,866  | + 3,990   | 24         |
| 20       | Jarno Trulli       | Lotus-Renault        | 1:41.890  | +5,014    | 19         |
| 21       | Narain Karthikeyan | HRT-Cosworth         | 1:43.197  | + 6,321   | 15         |
| 22       | Vitantonio Liuzzi  | HRT-Cosworth         | 1:43,991  | + 7,115   | 14         |
| 23       | Heikki Kovalainen  | Lotus-Renault        | 1:44,886  | + 8,010   | 4          |
| 24       | Jérôme d’Ambrosio  | Virgin-Cosworth      |           |           | 0          |

### Harmadik szabadedzés
A maláj nagydíj harmadik szabadedzését április 9-én, szombaton délelőtt tartották.
| Helyezés | Versenyző          | Csapat/Motor         | Elért idő | Különbség | Futott kör |
| -------- | ------------------ | -------------------- | --------- | --------- | ---------- |
| 1        | Lewis Hamilton     | McLaren-Mercedes     | 1:36,340  | −         | 11         |
| 2        | Mark Webber        | Red Bull-Renault     | 1:36,630  | + 0,290   | 16         |
| 3        | Jenson Button      | McLaren-Mercedes     | 1:36,762  | + 0,422   | 14         |
| 4        | Nick Heidfeld      | Renault              | 1:37,115  | + 0,775   | 17         |
| 5        | Sebastian Vettel   | Red Bull-Renault     | 1:37,175  | +0,835    | 14         |
| 6        | Fernando Alonso    | Ferrari              | 1:37,284  | + 0,944   | 11         |
| 7        | Vitalij Petrov     | Renault              | 1:37,297  | + 0,957   | 17         |
| 8        | Felipe Massa       | Ferrari              | 1:37,762  | + 1,422   | 12         |
| 9        | Kobajasi Kamui     | Sauber-Ferrari       | 1:38,059  | + 1,719   | 18         |
| 10       | Michael Schumacher | Mercedes             | 1:38,300  | + 1,960   | 20         |
| 11       | Nico Rosberg       | Mercedes             | 1:38,307  | + 1,967   | 20         |
| 12       | Sergio Pérez       | Sauber-Ferrari       | 1:38,448  | + 2,108   | 17         |
| 13       | Adrian Sutil       | Force India-Mercedes | 1:38,464  | + 2,124   | 16         |
| 14       | Pastor Maldonado   | Williams-Cosworth    | 1:38,597  | + 2,257   | 15         |
| 15       | Sébastien Buemi    | Toro Rosso-Ferrari   | 1:38,665  | + 2,325   | 14         |
| 16       | Rubens Barrichello | Williams-Cosworth    | 1:38,681  | + 2,341   | 16         |
| 17       | Jaime Alguersuari  | Toro Rosso-Ferrari   | 1:38,716  | + 2,376   | 14         |
| 18       | Paul di Resta      | Force India-Mercedes | 1:38,864  | + 2,524   | 13         |
| 19       | Heikki Kovalainen  | Lotus-Renault        | 1:39,260  | + 2,920   | 19         |
| 20       | Jarno Trulli       | Lotus-Renault        | 1:39.699  | +3,359    | 15         |
| 21       | Jérôme d’Ambrosio  | Virgin-Cosworth      | 1:41.215  | +4,875    | 17         |
| 22       | Timo Glock         | Virgin-Cosworth      | 1:41,414  | + 5,074   | 18         |
| 23       | Vitantonio Liuzzi  | HRT-Cosworth         | 1:43,147  | + 6,807   | 6          |
| 24       | Narain Karthikeyan | HRT-Cosworth         | 1:43.383  | + 7,043   | 11         |

## Időmérő edzés
A maláj nagydíj időmérő edzését április 9-én, szombaton futották.
| Helyezés | Versenyző          | Csapat/Motor         | 1. rész  | 2. rész  | 3. rész  |
| -------- | ------------------ | -------------------- | -------- | -------- | -------- |
| 1        | Sebastian Vettel   | Red Bull-Renault     | 1:37.468 | 1:35.934 | 1:34.870 |
| 2        | Lewis Hamilton     | McLaren-Mercedes     | 1:36.861 | 1:35.852 | 1:34.974 |
| 3        | Mark Webber        | Red Bull-Renault     | 1:37.924 | 1:36.080 | 1:35.179 |
| 4        | Jenson Button      | McLaren-Mercedes     | 1:37.033 | 1:35.569 | 1:35.200 |
| 5        | Fernando Alonso    | Ferrari              | 1:36.897 | 1:36.320 | 1:35.802 |
| 6        | Nick Heidfeld      | Renault              | 1:37.224 | 1:36.811 | 1:36.124 |
| 7        | Felipe Massa       | Ferrari              | 1:36.744 | 1:36.557 | 1:36.251 |
| 8        | Vitalij Petrov     | Renault              | 1:37.210 | 1:36.642 | 1:36.324 |
| 9        | Nico Rosberg       | Mercedes             | 1:37.316 | 1:36.388 | 1:36.809 |
| 10       | Kobajasi Kamui     | Sauber-Ferrari       | 1:36.994 | 1:36.691 | 1:36.820 |
| 11       | Michael Schumacher | Mercedes             | 1:36.904 | 1:37.035 |          |
| 12       | Sébastien Buemi    | Toro Rosso-Ferrari   | 1:37.693 | 1:37.160 |          |
| 13       | Jaime Alguersuari  | Toro Rosso-Ferrari   | 1:37.677 | 1:37.347 |          |
| 14       | Paul di Resta      | Force India-Mercedes | 1:38.045 | 1:37.370 |          |
| 15       | Rubens Barrichello | Williams-Cosworth    | 1:38.163 | 1:37.496 |          |
| 16       | Sergio Pérez       | Sauber-Ferrari       | 1:37.759 | 1:37.528 |          |
| 17       | Adrian Sutil       | Force India-Mercedes | 1:37.693 | 1:37.593 |          |
| 18       | Pastor Maldonado   | Williams-Cosworth    | 1:38.276 |          |          |
| 19       | Heikki Kovalainen  | Lotus-Renault        | 1:38.645 |          |          |
| 20       | Jarno Trulli       | Lotus-Renault        | 1:38.791 |          |          |
| 21       | Timo Glock         | Virgin-Cosworth      | 1:40.648 |          |          |
| 22       | Jérôme d’Ambrosio  | Virgin-Cosworth      | 1:41.001 |          |          |
| 23       | Vitantonio Liuzzi  | HRT-Cosworth         | 1:41.549 |          |          |
| 24       | Narain Karthikeyan | HRT-Cosworth         | 1:42.574 |          |          |

## Futam
A maláj nagydíj futama április 10-én, vasárnap rajtolt.
| Helyezés | Rajtszám | Versenyző          | Csapat/Motor         | Futott kör | Idő/Kiesés oka | Rajthely | Pont |
| -------- | -------- | ------------------ | -------------------- | ---------- | -------------- | -------- | ---- |
| 1        | 1        | Sebastian Vettel   | Red Bull-Renault     | 56         | 1:37:39.832    | 1        | 25   |
| 2        | 4        | Jenson Button      | McLaren-Mercedes     | 56         | +3.261         | 4        | 18   |
| 3        | 9        | Nick Heidfeld      | Renault              | 56         | +25.075        | 6        | 15   |
| 4        | 2        | Mark Webber        | Red Bull-Renault     | 56         | +26.384        | 3        | 12   |
| 5        | 6        | Felipe Massa       | Ferrari              | 56         | +36.958        | 7        | 10   |
| 6        | 5        | Fernando Alonso    | Ferrari              | 56         | +57.248*       | 5        | 8    |
| 7        | 16       | Kobajasi Kamui     | Sauber-Ferrari       | 56         | +1:06.439      | 10       | 6    |
| 8        | 3        | Lewis Hamilton     | McLaren-Mercedes     | 56         | +1:09.957*     | 2        | 4    |
| 9        | 7        | Michael Schumacher | Mercedes             | 56         | +1:24.896      | 11       | 2    |
| 10       | 15       | Paul di Resta      | Force India-Mercedes | 56         | +1:31.563      | 14       | 1    |
| 11       | 14       | Adrian Sutil       | Force India-Mercedes | 56         | +1:41.379      | 17       |      |
| 12       | 8        | Nico Rosberg       | Mercedes             | 55         | +1 lap         | 9        |      |
| 13       | 18       | Sébastien Buemi    | Toro Rosso-Ferrari   | 55         | +1 lap         | 12       |      |
| 14       | 19       | Jaime Alguersuari  | Toro Rosso-Ferrari   | 55         | +1 lap         | 13       |      |
| 15       | 20       | Heikki Kovalainen  | Lotus-Renault        | 55         | +1 lap         | 19       |      |
| 16       | 24       | Timo Glock         | Virgin-Cosworth      | 54         | +2 laps        | 21       |      |
| 17       | 10       | Vitalij Petrov     | Renault              | 52         | baleset        | 8        |      |
| Ki       | 23       | Vitantonio Liuzzi  | HRT-Cosworth         | 46         | hátsó szárny   | 23       |      |
| Ki       | 25       | Jérôme d’Ambrosio  | Virgin-Cosworth      | 42         | elektronika    | 22       |      |
| Ki       | 21       | Jarno Trulli       | Lotus-Renault        | 31         | kuplung        | 20       |      |
| Ki       | 17       | Sergio Pérez       | Sauber-Ferrari       | 23         | elektronika    | 16       |      |
| Ki       | 11       | Rubens Barrichello | Williams-Cosworth    | 22         | hidraulika     | 15       |      |
| Ki       | 22       | Narain Karthikeyan | HRT-Cosworth         | 14         | hidraulika     | 24       |      |
| Ki       | 12       | Pastor Maldonado   | Williams-Cosworth    | 8          | erőforrás      | 18       |      |

- Fernando Alonso és Lewis Hamilton a verseny után húsz másodperc időbüntetést kapott.[1]

## A világbajnokság élmezőnyének állása a verseny után
| H   | Versenyzők       | Pont | H   | Konstruktőrök          | Pont |
| --- | ---------------- | ---- | --- | ---------------------- | ---- |
| 1.  | Sebastian Vettel | 50   | 1.  | Red Bull-Renault       | 72   |
| 2.  | Jenson Button    | 26   | 2.  | McLaren-Mercedes       | 48   |
| 3.  | Lewis Hamilton   | 22   | 3.  | Ferrari                | 36   |
| 4.  | Mark Webber      | 22   | 4.  | Renault                | 30   |
| 5.  | Fernando Alonso  | 20   | 5.  | Sauber-Ferrari         | 6    |
| 6.  | Felipe Massa     | 16   | 6.  | Toro Rosso-Ferrari     | 4    |
| 7.  | Nick Heidfeld    | 15   | 7.  | Force India-Mercedes   | 4    |
| 8.  | Vitalij Petrov   | 15   | 8.  | Mercedes GP            | 2    |
| 9.  | Kobajasi Kamui   | 6    | 9.  | Lotus-Renault          | 0    |
| 10. | Sébastien Buemi  | 4    | 10. | Virgin Racing-Cosworth | 0    |

(A teljes táblázat)

## Statisztikák
Vezető helyen
- Sebastian Vettel : 54 kör (1-13 / 15-25/ 27-56)
- Fernando Alonso : 2 kör (14/26)

Sebastian Vettel 12. győzelme, 17. pole pozíciója, Mark Webber 7. leggyorsabb köre.
- Red Bull Racing 17. győzelme.
- Sebastian Vettel 12., (az előző évet is számítva) sorozatban 4. futamgyőzelme.
- A Renault konstruktőrként századszor állhatott dobogóra.
- Paul di Resta első két versenyét pontszerzőként fejezte be.